# Буксбаум, Иоганн Христиан
Иога́нн Христиан Буксбаум (нем. Johann Christian Buxbaum, 5 октября 1693, Мерзебург — 7 июля 1730, Вермсдорф, Саксония) — немецкий естествоиспытатель, исследователь Юго-Восточной Европы, Малой Азии и Кавказа, первый академик ботаники и натуральной истории в Санкт-Петербургской Академии наук. Описал ряд новых видов растений, собрал обширные ботанические и этнографические коллекции.

## Путь в науке
Детство Буксбаума прошло в Вермсдорфе, в родовом имении отца. Страсть к растениям развилась в нём с ранних лет. Отец Буксбаума, в своё время известный медик, предназначал сына к докторскому званию по медицине.
Буксбаум изучал медицину в университетах Лейпцига, Виттенберга, Йены и Лейдена, но вернулся домой без права на звание врача.
Посвятив себя исключительно занятиям по ботанике, Буксбаум в 1721 году напечатал в Галле свои первые научные исследования под заглавием Enumeratio plantarum accuratior in agro Halensi locisque vicinis crescentium  (лат.). Книга эта сразу обратила на себя внимание учёных.
Когда в 1721 году Пётр I обратился к знаменитому германскому медику Фридриху Гофману из университета Галле с просьбою рекомендовать выдающегося ботаника, то последний указал на Буксбаума, как на достойнейшего. Буксбаум был приглашён в Россию для заведования Аптекарским огородом при Медицинской канцелярии в Санкт-Петербурге на Аптекарском острове. Пётр Великий думал об основании большого ботанического сада, hortus medicus, который должен был снабжать лекарственными растениями публичные аптеки. Это была задача Буксбаума:185. Буксбаум обогатил аптекарские питомники первыми редкими видами русских растений. Служа в Аптекарском огороде, он также читал лекции ботаники студентам, обучавшимся во врачебных заведениях столицы.
В 1724 году Буксбаум в качестве врача был назначен сопровождать Александра Румянцева в российском посольстве в Константинополе. Буксбаум воспользовался этой возможностью, чтобы посетить Грецию. На обратном пути он посетил Малую Азию, через Баку и Дербент добрался до Астрахани и, наконец, в 1727 год вернулся в Санкт-Петербург. В это время уже было решено основать в Петербурге Академию наук, и Буксбаума отправили именно с тою целью, чтобы плодами его изысканий воспользовалось новое учёное учреждение. Согласно данной ему Блюментростом инструкции, Буксбаум должен был попутно исследовать все три царства природы как в России, так и за границею, и присылать Блюментросту образцы и рисунки достопримечательных предметов, но главное внимание рекомендовалось ему обратить на врачебные растения. Буксбаум не ограничился одними только требованиями программы, а присылал также и этнографический материал, коллекции древних предметов и монет; последних им собрано до 400 экземпляров, из которых многие весьма редки; особенно ценны добытые им для Кунсткамеры древние монеты из Антиохии. Буксбаум прислал также много вновь им открытых растений, рыб и окаменелостей.
Летом 1725 года во время экскурсии в приморской части Турции он простудился, пролежал несколько месяцев больным и, хотя поднялся, но вернулся в Россию с несомненными признаками развивающейся чахотки. На обратном пути из Турции Буксбаум объехал многие юго-восточные области России, был в Сибири, доходил до границ Персии и намеревался углубиться внутрь Азии, но в академии проведали о безнадёжном состоянии его здоровья и, опасаясь за целость драгоценных коллекций в случае смерти в пути их неутомимого собирателя, предписали ему вернуться немедля в Петербург.
Буксбаум издал научное описание целого ряда растений, встреченных как на пути в Россию, между прочим в окрестностях Петербурга, так и в областях европейской и азиатской Турции:161.
Действительный член Санкт-Петербургской Академии наук (с 1 сентября 1725 года по 11 августа 1729 года) и профессор Академической гимназии.
Буксбаум читал студентам Академической гимназии курс ботаники, совершал ботанические экскурсии и собирал гербарий в окрестностях Петербурга. В 1729 году по настоянию врачей, находивших петербургский климат для него гибельным, в связи с ухудшением здоровья Буксбаум покинул Россию и вернулся в Саксонию, где в 1730 году скончался от чахотки.
Буксбаум был работником точным, но не выдающимся. Им описано около 500 растений, в том числе две сотни описаний изданы были после его смерти. Изданные им описания не являются равноценными, но всё же это были первые точные данные по ботанике России после работ Традесканта, совершенно устаревших даже к началу XVIII века. Буксбаум дал впервые понятие о флоре Петербургской губернии:161.
В члены Академии Буксбаум был избран при самом её возникновении. В девяти диссертациях его, напечатанных в «Комментариях» (лат. Commentariorum) Академии, описаны некоторые растения, родовые признаки которых узнаны впервые Буксбаумом. Отдельно издан был Академиею капитальнейший труд Буксбаума Plantarum minus cognitarum centuriae circa Bysantium et in Oriente observatorum. Под этим заглавием Академиею изданы 5 центурий: первая и вторая в 1728 году, третья — в 1729-м, четвёртая — в 1733-м, и пятая — в 1740-м. В этих трудах впервые описано множество преимущественно африканских растений. «Центурии» переизданы впоследствии его учеником и помощникомС. Г. Гмелиным с картинами. Г. Ф. Миллер перевёл и издал на немецком языке некоторые из статей Буксбаума во второй части сборника «Physikalische und Medic. Abhandl. der Kaiserlich. Acad. der Wissensch. zu St.-Petersburg» в 1783 году. И. Амман широко воспользовался трудами Буксбаума в своем «Stirpium rariorum in Imperio Rutheno etc.».

## Публикации
- Enumeratio plantarum acculatior in argo Halensi vicinisque locis crescentium una cum earum characteribus et viribus (Halle, 1721) (лат.)
- Plantarum minus cognitarum centuria [I—V] complectens plantas circa Bysantium et in Oriente observatarum (Petropoli : ex typographia Academiae, 1728—1740)  (лат.) в пяти томах, иллюстрированных гравюрами на меди (IV—V тома опубликованы посмертно).

## Растения, названные в честь И. Х. Буксбаума
- Буксбаумия (Buxbaumia Hedw.) — род мхов. От этого названия, в свою очередь, образованы названия семейства мхов Buxbaumiaceae и порядка Buxbaumiales.
- Осока Буксбаума (Carex buxbaumii Wahlenb.)
- Цельнолистник Буксбаума (Haplophyllum buxbaumii (Poir.) Boiss.) — растение семейства Рутовые
- Вероника Буксбаума (Veronica buxbaumii Ten.) — в настоящее время это название рассматривается как синоним правильного названия Veronica persica Poir.